# Auguste Camille Louis Marie Gaudin de Villaine
 (mai 2013).
Si vous disposez d'ouvrages ou d'articles de référence ou si vous connaissez des sites web de qualité traitant du thème abordé ici, merci de compléter l'article en donnant les références utiles à sa vérifiabilité et en les liant à la section « Notes et références ».
Auguste Camille Louis Marie Gaudin de Villaine est un général de brigade français né le 24 avril 1851 à Moulines et mort le 15 juin 1904 à Sainte-Menehould. 
Sous-lieutenant au 3e régiment de cuirassiers, il prit part à la charge de Reichshoffen, le 6 août 1870. De cette charge, Auguste Gaudin de Villaine sort grièvement blessé et est fait prisonnier. Libéré en 1871, il marche contre la Commune à la tête de son ancien régiment. Il entre et sort major de l’école de guerre, et est nommé attaché militaire au Danemark. Il fut nommé colonel à quarante ans avant de pâtir de l’affaire des fiches. Il mourut d’une septicémie à cinquante trois ans alors qu’il venait de prendre le commandement de la 3e brigade de cuirassiers stationnée à Sainte-Menehould. 
Il est le fils du général Adrien Gabriel Gaudin de Villaine (1800-1876) et le frère d’Adrien Gaudin de Villaine, qui de 1885 à 1930 fut successivement député de l’arrondissement de Mortain puis sénateur de la Manche.
Il épousa Marie Pauline Mathilde Marguerite de Vedel (1852-1939), petite-fille du général et comte d’empire Dominique Honoré Antoine Vedel.

## Décorations
- Chevalier de la légion d'honneur